# Vyšná Šebastová
Vyšná Šebastová (węg. Felsősebes) – wieś (obec) na Słowacji położona w kraju preszowskim, w powiecie Preszów. Pierwsza pisemna wzmianka o miejscowości pochodzi z roku 1272.